# Seznam prezidentů Tanzanie
Prezident Tanzanské sjednocená republiky  (svahilsky Rais wa Jamhuri ya Muungano wa Tanzania) je hlavou státu a vlády Tanzanie podle ústavy z roku 1977.

## Seznam
| Pořadí | Portrét | Jméno                  | Politická strana | Působení v úřadu   | Působení v úřadu   |
| Pořadí | Portrét | Jméno                  | Politická strana | Nástup             | Odchod             |
| ------ | ------- | ---------------------- | ---------------- | ------------------ | ------------------ |
| 1.     |         | Julius Nyerere         | TANU/CCM         | 1. listopadu 1964  | 5. listopadu 1985  |
| 2.     |         | Ali Hassan Mwinyi      | CCM              | 5. listopadu 1985  | 23. listopadu 1995 |
| 3.     |         | Benjamin Mkapa         | CCM              | 23. listopadu 1995 | 21. prosince 2005  |
| 4.     |         | Jakaya Kikwete         | CCM              | 21. prosince 2005  | 5. listopadu 2015  |
| 5.     |         | John Magufuli          | CCM              | 5. listopadu 2015  | 17. března 2021    |
| 6.     |         | Samia Suluhu Hassanová | CCM              | 17. března 2021    |                    |